# Керашев, Тембот Магометович
Тембот Магометович Кера́шев (1902—1988) — адыгейский советский писатель. Лауреат Сталинской премии третьей степени (1948).

## Биография
Родился 16 августа 1902 года в ауле Кошехабль (ныне Адыгея) в семье крестьянина.
Окончил частную татарскую школу, затем учился в учительской семинарии в Уфе (1913—1914), в реальном училище и школе второй ступени станицы Абинской (1918—1920), Краснодарском политехническом институте. Работал архивариусом Орготдела Адыгейского ОИК. В 1929 году окончил Московский промышленно-экономический институт, после чего вернулся в Адыгейскую АО. Здесь он был редактором областной газеты, управляющим Адыгейским национальным издательством. В 1931 году Президиумом Адыгейского областного исполкома был назначен директором Адыгейского научно-исследовательского института краеведения, в этой должности он проработал до 1934 года. Затем работал доцентом в Краснодарском институте (1934—1936), после чего вернулся научным сотрудником в НИИ краеведения. Член ВКП(б) с 1928 года.
Т. М. Керашев собирал образцы устного поэтического творчества адыгов, составлял сборники фольклорных произведений и готовил учебники по литературе (в частности, в соавторстве с А. Д. Хатковым создал три первых учебника по адыгейской литературе для средней школы).
Дядя выдающегося адыгейского филолога Зайнаб Керашевой. Когда его сестра Айдхан овдовела, принял ее в своем доме, взяв на воспитание двух ее малолетних дочерей, одной из которых была Зайнаб.
Сын Керашева, Асланбек, является известным журналистом.
Умер 8 февраля 1988 года. Похоронен на Новом кладбище в Майкопе.

## Творчество
Печататься начал в 1925 году, когда был опубликован его первый рассказ «Арк». Является основоположником новописьменной адыгейской литературы. Среди наиболее известных произведений — «Адыгея—первая национальная», «Позор Машука» (сборник рассказов, 1934), «Тайны Сариет», роман «Дорога к счастью» (1939, русский перевод 1947), сборник рассказов и повестей «Последний выстрел» (1969); повести «Дочь шапсугов», «Месть табунщика», «Абрек» (1957); романы «Состязание с мечтой» (кн.1, 1955, на русском языке), «Умной матери дочь» (1963), «Куко» (1968), «Одинокий всадник» (1973) и многие другие.
В 1923 году перевёл на адыгейский язык «Интернационал».

## Награды и премии
- Сталинская премия третьей степени (1948) — за роман «Шамбул» («Дорога к счастью») (1940)[3]
- орден Ленина (27.09.1957)
- орден Октябрьской Революции (15.08.1972)
- орден Трудового Красного Знамени (31.07.1947)
- орден Дружбы народов (13.08.1982)

## Память

Мемориальная доска, посвящённая Т. Керашеву

- В Майкопе на стене дома, где жил Керашев (ул. Краснооктябрьская, 11), установлена мемориальная доска.
- Именем Керашева назван Адыгейский республиканский институт гуманитарных исследований.
- Существует литературный музей Тембота Керашева (филиал Национального музея Республики Адыгея).
- В Майкопе на углу улиц Пушкина и Краснооктябрьской находится памятник Темботу Керашеву.